# Alchemilla elevitensis
Alchemilla elevitensis é uma espécie de rosácea do gênero Alchemilla, pertencente à família Rosaceae.